# Zed (Band)
Zed war eine vierköpfige neuseeländische Pop-Rock-Band, die 1998 gegründet wurde.

## Geschichte
Zed wurde ursprünglich unter dem Namen Supra von drei Schülern der Christchurch’s Cashmere High School (Nathan King, Ben Campbell und Adrian Palmer) gegründet. Eine Band war immer ihr größter Traum. Gemeinsam mit Manager Ray Colombus konnten sie diesen endlich erfüllen.
2000 kam schließlich ein weiteres Mitglied zum Trio, der zweite Gitarrist Andrew Lynch. Bereits kurz nach der Gründung hatte King das Gefühl es fehle etwas in der Band, daher stellten sie Lynch ein.
Gemeinsam mit dem Produzenten David Nicholas wurde das erste Album Silencer aufgenommen. Die Musik und der Gesang wurden in den Revolver Studios in Auckland aufgenommen, während die Abmischung und der „letzte Schliff“ der CD in den Mangrove Studios in der Nähe von Sydney, Australien stattfand. Die Aufnahmen dauerten sieben Wochen.
Silencer wurde das Hitalbum des Jahres 2000 in Neuseeland und schaffte es auf Anhieb auf Platz 1 der dortigen Singlecharts. Zudem wurde es mit 3-fach-Platin ausgezeichnet und brachte sechs Hitsingles hervor. Renegade Fighter war auch in den neuseeländischen Jahrescharts 2000 auf Platz 1 zu finden.
In Deutschland konnte sich die Band nur mit der Single Hard to Find Her auf Platz 87 in den Charts platzieren.
Seit 2005 befinden sich Zed in einer „langen Pause“. Alle Mitglieder schauen sich in neuen Musikprojekten um:
- Nathan King startete eine Solokarriere und wohnt nun in London.
- Ben Campbell und Adrian Palmer gründeten eine neue Band Atlas. Palmer verließ diese Band jedoch.
- Andy Lynch arbeitete als Livemusiker in Auckland, schloss sich jedoch Atlas an, nachdem Palmer die Band verlassen hatte.

## Diskografie

### Alben
| Jahr | Titel              | Höchstplatzierung, Gesamtwochen, AuszeichnungChartsChartplatzierungen (Jahr, Titel, Platzierungen, Wochen, Auszeichnungen, Anmerkungen) | Anmerkungen |
| Jahr | Titel              | NZ | Anmerkungen |
| ---- | ------------------ | --- | ----------- |
| 2000 | Silencer           | NZ1 ×3Dreifachplatin · (36 Wo.)NZ |             |
| 2003 | This Little Empire | NZ4 Gold · (13 Wo.)NZ |             |
| 2024 | Future Memory      | NZ13 (1 Wo.)NZ |             |

### Singles
| Jahr | Titel Album                         | Höchstplatzierung, Gesamtwochen, AuszeichnungChartsChartplatzierungen (Jahr, Titel, Album, Platzierungen, Wochen, Auszeichnungen, Anmerkungen) | Anmerkungen |
| Jahr | Titel Album                         | NZ | Anmerkungen |
| ---- | ----------------------------------- | --- | ----------- |
| 1999 | Oh! Daisy Silencer                  | NZ15 (12 Wo.)NZ |             |
| 1999 | I’m Cold Silencer                   | NZ19 (5 Wo.)NZ |             |
| 1999 | Glorafilia Silencer                 | NZ9 (22 Wo.)NZ |             |
| 2000 | Renegade Fighter Silencer           | NZ4 (15 Wo.)NZ |             |
| 2000 | Come On Down Silencer               | NZ12 (16 Wo.)NZ |             |
| 2001 | Driver’s Side Silencer              | NZ36 (10 Wo.)NZ |             |
| 2002 | Starlight This Little Empire        | NZ15 (12 Wo.)NZ |             |
| 2003 | Hard To Find Her This Little Empire | NZ9 (17 Wo.)NZ |             |
| 2004 | Don’t Worry Baby This Little Empire | NZ16 (19 Wo.)NZ |             |
| 2004 | She Glows This Little Empire        | NZ21 (9 Wo.)NZ |             |

Weitere Singles
- 2005: Firefly